# Venom (Marvel Comics)
Venom je izmišljen lik koji se pojavio u američkim stripovima objavljenih od strane Marvel komiksa, blisko povezan sa karakterom Spajdermena. Lik je osećajan vanzemaljski Simbiot sa amorfnim, tekućim oblikom koji preživljava povezujući se sa domaćinom, obično ljudima. Ovaj dvostruki život forme prima pojačane moći i uglavnom se zove Venom. Simbiot je originalno predstavljen kao živi vanzemaljski kostim u Čudesnom Spajdermenu, sa punim prvim predstavljanjem kao Venom u Čudesnom Spajdermenu.
Venomov prvi domaćin je bio Spajdermen, koji je na kraju otkrio svoju istinsku prirodu i odvojio od stvorenja u Čudesnom Spajdermenu. Sa kratkim ponovnim dolaskom od pet meseci kasnije dolazi u Spajdermenovoj mreži. Simbiot je nastavio da se spaja sa drugim domaćinima, posebno sa Edijem Brokom, njegovim drugim i najzloglasnijim domaćinom sa kojim je prvi put postao Venom i jedan od Spajdermenovih neprijatelja.
Novinar stripova i istoričar Majk Konroi piše o liku „Ono što je počelo kao zamena za Spajdermena pretvorilo se u jednu od najvećih noćnih mora Marvelovog bacača mreža”. Venom je rankiran kao 22 najveći zlikovac stripova svih vremena u IGN-ovoj listi top 100. IGN je isto rankirao Mek Garganovu inkarnaciju Venom kao 17. u njihovoj listi „Top 50 Osvetnika”, dok je Fleš Tompsonova inkarnacija rankirana na 27 mestu. Lik je 33 na listi Imperije 50 najvećih strip junaka.

## Koncepcija i stvaranje
Originalna ideja novog kostima za Spajdermena koja će kasnije postati lik Venom osmislio je čitalac Marvelovih stripova Randi Šuler. U 1982, Džimi Šuter glavni urednik Marvela u to vreme poslao je Šuleru pismo u kojem je potvrdio Marvelov interes za ideju, koju su na kraju kupili od njega za 220 dolara. Šuter je došao na ideju da zameni Spajdermena u crno beli kostim, na koji je možda uticao dizajn za Spajder-Ženu, koju je dizajnirao Majk Zek.
Pisac/Slikar Džon Bajern kaže da je na svojoj veb stranici osmislio kostim od samoizlečivog biološkog materijala kada je bio dizajner na Iron-Fist kako bi objasnio da je kostim tog lika konstantno bio rastrgan, a zatim navodno popravljen u sledećem izdanju. Bajern objašnjava da ne koristi tu ideju u tom naslovu, ali ga je Rodžer Stern kasnije upitao da li bi iskoristio ideju o vanzemaljskom kostimu. Stern je pak nacrtao izdanje u kojem se prvi put kostim prvi put pojavljuje, ali zatim napustio taj naslov. To su bili pisac Tom DeFalko i umetnik Ron Frenz koji su ustanovili da je kostim osećajno biće koje je bilo ranjivo na visokoj zvučnoj energiji tokom njihove trke u Čudesnom Spajdermenu koji je prethodio Mišelinijevoj.
Simbiot je prvi put bio predstavljen kao Spajdermenov novi crni kostim u Čudesnom Spajdermenu kao deo priče zvane „Povratak kući”. Priča je zauzela mesto posle Spajdermenovog povratka iz događaja mini serije Tajni Ratovi, kada prvi put dobija crni kostim. Potpuno prvo pojavljivanje Venoma je u Čudesnom Spajdermenu, nakon što se Simbiot povezao sa Edijem Brokom.

## Domaćini

### Piter Parker (Spajdermen)
Priča kako je Spajdermen dobio njegov novi crni kostim je ispričana u Marvelovim Super Herojima Tajnih Ratova u kojoj su pisac Džim Šuter i umetnik Majk Zek prikazivali heroje i zlikovce Marvel univerzuma prebačene na drugu planetu zvanu Bijonder. Posle Spajdermenovog uništenog kostima iz bitke sa zlikovcima, bio je usmeren od strane Tora i Hulka u sobu sa herojskom bazom gde mu oni pokazuju mašinu koja može da čita njegove misli i odmah stvara bilo koji tip odeće. Birajući mašinu za koju misli da je ispravna, Spajdermen izaziva crnu sferu koja se pojavljuje pred njim i siri njegovim telom, rastvarajući pocepan stari kostim i prikrivajući njegovo telo novim crno belim kostimom. Na Spajdermenovo iznenađenje kostim može da imitira uličnu odeću i da pruži stalnu regeneraciju tkanine.
Tokom njihove trke u Čudesnom Spajdermenu, pisac Tom DeFalko i umetnik Ron Frenz ustanovili su da je kostim bio osetljiv vanzemaljski Simbiot koji je bio izložen vatri i visokoj zvučnoj energiji. To je bila priča u kojoj se kostim obmotao oko Piter Parkera dok je spavao i izašao napolje da se bori protiv kriminala, ostavljajući Parkera neobjašnjivo iscrpljenog ujutru. Parker je imao kostim koji je bio ispitan od strane Rida Ričardsa, za koji je otkrio da je živ, onda kada je Parker shvatio da kostim pokušava da se trajno veže za njegovo telo, odbacuje ga, naknadno ga je zadržala Fantastična Četvorka. Simbiot je pobegao i ponovo se vezao sa Parkerovim telom, koji je iskoristio zvučne talase iz crkvenog zvona katedrale kako bi ga odvojio. Ali Simbiot je razvio emocionalnu vezanost za Pitera pa je voljno napustio njegovo onesvešćeno telo i odveo ga je na sigurno pre nego sto je nestao.
U Go down swimmingu, kada je Norman Osborn bio povezan za Karnidž Simbiotom, Spajdermen se vraća Simbiotu u pokušaju da zaustavi Osborna, sada nazivajući sebe Crvenim Goblinom, dok oprašta Ediju i Venomu za sukobe iz prošlosti. On je sa Simbiotom dobio novi dizajn kostima i gde su nadjačali Osborna, dok je Norman smrtno povredio Fleša Tomsona. To je uzrokovalo da Spajdermen i Simbiot postanu ljuti, eventualno gubeći kontrolu, dok ih je Fleš smirivao svojim umirajućim dahom. U konačnoj bitci Spajdermen govori Simbiotu da ga ostavi i da će on sam biti uredu dok se Norman takođe odvaja od Karnidža.

### Edi Brok
Dejvid Mišelin je kasnije napisao sporednu priču o Ediju Broku kao vanzemaljčevog novog domaćina koji će postati zlikovac Venom, koristeći događaje iz priče "Sin Iter" Pitera Dejvida iz 1985. u Spektakularnom Spajdermenu kao osnovu za Brokovo poreklo. Venomovo pojavljivanje prvi put je zabeleženo u Spajdermenovoj mreži, kada je gurnuo Pitera Parkera ispred voza podzemne železnice, Parkerov paukov instinkt ga nije upozorio na to, iako je samo Brokova ruka bila viđena na panelu. Sledeći pokazatelj Venomovog postojanja bio je u Spajdermenovoj Mreži, kada se Parker peo na prozor visokog sprata kako bi se prerušio u Spajdermena, ali je pronašao crnu ruku koja je došla kroz prozor i zgrabila ga, ponovo bez upozorenja njegovog paukovskog instinkta. Posle pojavljivanja u senci u  Čudesnom Spajdermenu, Venom se pojavio na zadnjoj stranici stripa Čudesni Spajdermen, kada je terorisao Parkerovu ženu, Meri Džejn Votson, i bio je prisutan u celom stripu Čudesni Spajdermen.
Spajdermen bi se suočio sa njim u sledećem izdanju, kada je Brok otkrio da je on bio novinar u Dejli Globu koji je radio na slučaju Sin Iter,i da bi njegova karijera bila uništena kada bi se otkrilo da je čovek koga je Brok najavio kao Sin Itra bio ispovednik. Prisiljen da iskaže živu priču za otrove na tabloidima, Brok okrivljuje Spajdermena za njegovu nevolju. On počinje da se bavi bodibildingom kako bi potisnuo stres. Ali to nije uspelo, i Brok tone u samoubilačku depresiju. Tražeći utehu u crkvi u kojoj je Spajdermen odbio Simbiota, Simbiot osećajući Brokovu mržnju prema Spajdermenu - povezuje se za osramoćenog reportera. Brok uzima ime Venom u referenci na senzacionalistički materijal koji je bio prisiljen na promet u potrazi za svoj pad iz milosti.
Tokom godina, kako je Simbiot stekao više inteligencije i prešao na dodatne ljudske domaćine, ime je počelo da se primenjuje i na Simbiota, kao i na njegove domaćine. Kao Venom, Brok se bori sa Spajdermenom mnogo puta, pobeđujući u nekoliko navrata Venom više puta pokušava da ubije Pitera Parkera / Spajdermena - i kada je on bio u kostimu i van njega. Tako je Parker bio primoran da napusti svoj "crni kostim", koji je Simbiot oponašao, nakon što se Venom suprotstavi Parker-ovoj ženi Meri Džejn.
Venom beži iz superzločinskog zatvora, Trezora, kako bi mučio Spajdermena i njegovu porodicu. Simbiot je konačno donet u komi nakon što je bio prigušen od strane Stikovih virusa kuge, i Edi Brok je kasnije smešten u Rikerovom ostrvskom zatvoru. Kada se Simbiot oporavio i vratio da oslobodi Broka, ostavlja sa sobom svoj delić sa koji će se povezati sa Brokovim cimerom, psihotičkim serijskim ubicom iz ćelije Keltusom Kasadijem, koji postaje Karnidž. U međuvremenu, Venom i Spajdermen se bore na napuštenom ostrvu, Spajdermen ostavlja Venoma nakon sto lažira svoju smrt. Nakon toga, međutim, Spajdermen vraca Venoma nazad u Njujork kako bi zaustavili  Karnidžovo ubijanje. Nakon sto je ponovo zatvoren. Venom se koristio kako bi stvorio pet novih Simbiota, koji su svi upareni sa ljudskim domaćinima.
Kao što nastavlja da pomaže Ediju Broku da se osveti Spajdermenu, Simbiot takođe pomaže Broku u sporadičnoj karijeri kao osvetnik. On i Simbiot povremeno dele želju da zaštite nevine ljude od zla, čak iako to znači da rade rame uz rame sa omrženim Spajdermenom. Ovo je posebno tačno kada se Venom suprotstavlja sa jedinkom za koju veruje da je njegov mrest, Karnidž. Kada Spajdermen pomogne Venomu da spasi Brokovu bivšu ženu Eni Veing, formiraju privremeno primirje, iako se ovo raspada nakon Veininog samoubistva.
Simbiot biva privremeno ukraden od strane američkog senatora Stjuarda Vard-a, koji se nada da će bolje razumeti sopstvenu vanzemaljsku infekciju istražujuci Simbiota pre nego što se vrati Broku. Sada međutim, on dominira svojim domaćinom, Brokom, a ne obrnuto. Na kraju Edi Brok i Simbiot idu svojim odvojenim putevima dok Simbiot postaje umoran od toga da ima bolesnog domaćina, a Edi odbacuje rastuću krvnu žudnju, što ga dovodi da proda Simbiota na aukciju super zlikovaca.
Stvorenje koje je postalo Venom rođeno je 988-te generacije u rasi vanzemaljskih Simbiota, koja je živela posedujući tela drugih oblika života. Paraziti bi svojim žrtvama dali poboljšane fizičke sposobnosti, po ceni smrtnog iscrpljivanja adrenalina. Prema priči iz 1995 godine „Planate Simbiota”, Venom Simbiot se smatrao da je lud za svojom rasom nakon sto je otkriveno da želi da se posveti svom domaćinu, a ne da ga iskoristi. Simbiot je tada bio zatvoren na Ratnom Svetu kako bi se osiguralo da ne zagađuje genetski fond vrsta.
Simbiot se povezuje sa svojim novim domaćinom, Lijem Prajsem, pokrećući trosezonsku seriju Venom stripa. Serija je ukupno trajala šest brojeva (Novembar 2016 - April 2017). Edi Brok je bio u stanju da povrati Venom Simbiota na kraju serije, vraćajući Venom strip naslov na prvi deo sa brojem izdanja 150.

### Mek Gargan (Škorpijon)
Venom Simbiot prilazi Mek-u Garganu, zlikovcu koji je poznatiji kao Škorpijon i ponudio mu nove sposobnosti kao što je drugi otrov. Gargan se spojio sa stvorenjem, koje bi mu kasnije dalo dodatnu prednost u okviru Zlokobnih Dvanaest Normana Osborna. Dok su se Osvetnici bavili ostatkom Dvanaestice, Spajdermen je brzo porazio Gargana, čak i sa svim dodatnim moćima, uz koju Spajdermen iskazuje činjenicu da Mek Gargan ne mrzi Spajdermena koliko Edi Brok.
Gargan kasnije postaje član podskupine Tanderbolts-a, koju su izabrali Osvetnici kako bi uhvatili članove begunaca Novih Osvetnika. Tada je otkriveno da ga je vlada opremila električnim implantima kako bi zadržala Simbiote pod kontrolom.
Kada je bio pod uticajem Venoma, Gargan je zadržao veoma malo svoje originalne ličnosti i bio je potpuno kontrolisan od strane Simbiot-a, koji ga je doveo do kanibalizma. Kada je Simbiot bio uspavan u svom telu, izrazio je mučninu i strah od organizma. Tokom borbe sa Anti-Venomom (Edijem Brokom) on i njegov Simbiot su odvojeni, a Venom Simbiot je skoro uništen. Međutim, u njegovom krvotoku su i dalje postojale mrlje, pa je Osborn ubrizgao Garganu vakcinu isceliteljske moći Anti-Venoma, to je oporavilo Simbiota tako što je izazvalo ubrzano širenje preostalih delova. Gargan stavlja oklop, izazivajući ga da postane ono što Spajdermen naziva Ven-orpion, kada je Venom Simbiot bio u svojoj punoj snazi, razbija oklop.
Nakon konzumiranja hemikalije koju mu je dao Norman Osborn, Venom se pretvara u ljudski izgled sličan crnom kostimu Spajdermena. Osborn ga predstavlja kao Neverovatnog Spajdermena, člana Mračnih Osvetnika. Nakon opsade Asgarda, Gargan i većina Mračnih Osvetnika su odvedeni u pritvor. Dok je bio na splavu, Venom Simbiot je nasilno uklonjen od njega, završivši vožnju kao Venom.

### Fleš Tomson
Dana 9. decembra 2010. Marvel Komiks je najavio novi "blek ops" Venom u posedu vlade. Novi Venom  je bio najavljen u novom serijalu zvanom Venom marta 2011. Rođenje novog Venoma je bilo prikazano u Čudesnom Spajdermenu u februaru 2011. 28. januara 2011. identitet „blek ops” Otkriveno je da je Venom Fleš Tomson. Fleš je unajmljen od strane vlade da bude tajni agent u odelu Venom Simbiota kao deo projekta ponovnog rođenja. Flešu je bilo dozvoljeno da odelo nosi samo 48 sati zbog rizika od trajnog spajanja sa Simbiotom. Zajedno sa vanzemaljcem, Fleš je takođe bio opremljen sa „Multi-Pištoljem” napravljen da se pretvori u bilo koje oružje zavisno od Flešove potrebe. Vlada je takođe imala i „kill switch”, dugme koje bi ubilo Fleša ako izgubi kontrolu. Fleš je to odbio i kasnije se pridružio Tajnim Osvetnicima, Tanderbolts-ima i Čuvarima Galaksije i kasnije postaje imenovan od strane Klintara Svemirskog Viteza.

## Moći i sposobnosti
Iako je za život potreban živi domaćin, Venom Simbiot je pokazao da je sposoban da brani sebe nezavisno od domaćina. Simbiot je sposoban da menja sposobnosti, uključujući sposobnost formiranja šiljaka ili proširenja njegove veličine, kao i da oponaša pojavu drugih ljudi nakon što dobije svog domaćina. Organizam može dodatno da iskoristi sposobnost promene oblika da zaštiti sebe promenom svoje boje ili da postane potpuno nevidljiv. Isto sadrzi male „dimenzijonalne otvore”, dopuštajući domaćinu da sa sobom nosi stvari bez dodavanja mase kostimu. Simbiot takođe poseduje telepatske moći, i koristi ih primarno kada razgovara sa svojim domaćinom.
Zbog njegovog kontakta sa Spajdermenom, Simbiot daje svim svojim budućim domaćinima iste te herojske moći i ne mogu se otkriti od njegovih paukovih čula. Iako Spajdermenova borba je delom zasnovana od njegovih paukovih čula, njegova efektivnost je nekako ometana kada se borio sa Edijem Brokom. Zadržavajući svoje sećanje još od trenutka kada se spojio sa Spajdermenom, Venom je takođe sposoban da proizvodi mrežu sličnu Spajdermenovoj vlastitoj raznolikosti stvorenoj iz same nje.
Simbiot znatno pojačava fizičku snagu onih sa kojima se spoji. Njegovi domaćini doživljavaju znatno povećanje i muskulaturu. Simbiot pokazuje ne čovečije zube, koje su mnogo oštrije, često izbacuje dugačak jezik iz usta. Venom je prikazan kao znatno veći od Spajdermena, kao i veću prirodnu snagu.
Venom ispoljava neke imunitete natprirodnim moćima drugih, kao sto je „Pogled krivih” od Goust Rajdera ili Spajdermenovih čula.
Neke inkarnacije Venoma Simbiota je pokazala da one mogu da se umnožavaju same od sebe. Ova sposobnost je prikazana 2005-2006 u mini seriji Spajdermen: Vladavina, kada Venom obnavlja sopstvenog simbiota u borbi protiv svoje usamljenosti.
Venom simbiot je ranjiv na vatru i sonične talase, uzrokujući mu veliki bol i iscrpljenost ako je izložen dugo. Moze osetiti i pratiti sve simbiote osim Karnidža, koji je naučio kako da blokira njegovu sposobnost ubrzo nakon što se povezao sa Kletusom Kasadijem i suočio sa Venomom/Edijem Brokom po prvi put.
Venom simbiot je pokazao da može da formira ogromna krila zmaja u obliku mreže kada je bio u kontaktu sa Knulom.

## Televizija
- Venom se pojavio u Spajdermenu, Spajdermenu je dodelio glas Kristofer Daniel Barens i Ediju Broku je dodelio glas Henk Azaria. Na kraju „Vanzemaljski kostim: Drugi deo”, Brok postaje Venom nakon što je Spajdermen odbacio Simbiota. Na kraju trećeg dela „Vanzemaljski kostim” , Venom je poražen. Poslednje pojavljivanje Venoma je bilo u trećoj sezoni, gde se udružio sa Spajdermenom i Ajron menom protiv Karnidža, Dormamua i Brona Mordoa.
- Edi Brokova inkarnacija Venoma pojavljuje se kao protivnik u Neogranicenom Spajdermenu, glas mu je dodelio Brajan Drumond.
- Venom se pojavljuje u Spektakularnom Spajdermenu, Spajdermenu je dodelio glas Džoš Keton, i Ediju Broku je dodelio Bendžamin Diskin. U epizodi „Princip nesigurnosti”, Simbiot dolazi na Zemlju nalazeći se u svemirskoj letelici. Nakon što ga je Spajdermen odbacio, on se povezuje sa Edijem Brokom u epizodi „Intervencija”, i biva poražen u epizodi „”. Venom se ponovo pojavljuje u epizodama druge sezone „First Steps”, „Growing Pains” i „Identity Crisis”, gde pokušava da otkrije tajni identitet Spajdermena ali njegovi planovi bivaju onemogućeni.
- Venom se ponovo vraća u Vrhunskom Spajdermenu, sa Harijem Osbornom kome je dao glas Met Lanter, i Goblin-Venom kome je dao glas Stiven Veber.[45] U epizodi "Venom", Doktor Okopus stvara Venom Simbiota iz uzroka Spajdermenove krvi. Nakon što pobegne od svojih tvoraca, privremeno se spaja brojnim likovima: Flešom Tomsonom, Novom, Povermenom, Gvozdenom pesnicom i na kraju sa Spajdermenom.[46] Hari se povezuje sa organizmom u epizodi „Back In Black”, postepeno pretvarajući se u zlikovca Venom, dok Spajdermen ne naelektriše odelo od njega. U epizodi „”. Venom Simbiot ponovo preuzima kontrolu nad Harijem ali Spajdermen i ostali heroji mogu ga osloboditi zahvaljujući protiv-otrov formuli koju je stvorio Doktor Oktopus. Simbiot se kasnije pojavljuje u epizodama „Carnage”, „Venom Bomb”, „Second Chance” i „The Avenging Spider-Man”.[47]
- Venom se pojavljuje u Hulku i Agentima S.M.A.S.H u epizodi „Venom Inside”.[48] Doktor Oktopus stvara novu verziju Venom Simbiota koji postepeno asimilira Skar-a, Ženu-Hulk, Crvenog Hulka i na kraju Hulka koji bi pomogao u dominaciji, ali i u uništenju Spajdermena. Međutim, Hulkovi i Spajdermen na kraju uspevaju da poraze Venom Simbiota, iako je nepoznato da li je Venom Simbiot još uvek živ.
- Venom Simbiot pojavljuje se u epizodi Čuvara Galaksije „Drive me Carnage”.[49] Spajdermen je bio posednut za vreme borbe Čuvara Galaksije sa Tanosom koji je bio posednut od strane Karnidža.

## SpajdermenTrilogija
Edi Brok/Venom se pojavljuje 2007. kao glavni antagonista u filmu Spajdermen 3, kojeg glumi Tofer Grejs. U filmu, Simbiot, nakon što ga je odbacio Piter Parker, pridružio se Broku nakon što je Parker otkrio fotografa honorara suparnika koji je lažirao fotografiju, koja mu je uništila dostojanstvo. Venom traži savez sa Filtom Markom / Peščanim Čovekom kako bi ubio Spajdermena, ali je u njegovim planovima osuđen i ubijen jednom od bombi Novog Goblina.
U julu 2007. godine, izvršni direktor kompanije Sony, Avi Arad je otkrio projekat trilogije Spajdermen-a Semija Raima, fokusirano na Venom Simbiota koja je u fazi planiranja, Džejkob Aron Estes je preporučio da napiše scenario, koji se naziva „Venom”. U septembru 2008. Pet Ris i Pol Vernik su potpisali da napišu film nakon što je Estesova skripta odbijena, dok bi ga Gari Ros uputio. Raznovrsnost je objavila da će Venom postati anti heroj u filmu, a Marvelova industrija će producirati film. Nakon otkazivanja tog filma.

## SerijalČudesnog Spajdermena
Venom Simbiot se pojavljuje na 2014. godine u filmu Čudesni Spajdermen 2, u zgradi Oskorp-a. U sceni se prikazuje Gustav Fijers / Gospodin koji prolazi pored mnogih Oskorpovih tehnologija i eksperimenata, uključujući krila Lešinara i mehaničke ruke doktora Oktopusa.

## Video igre
Venom je igran lik i glavni lik u brojnim video igrama na vise platformi.
- Venom se prvi put pojavljuje kao glavni lik u Mega-CD/Sega CD verziji The Amazing Spider-Man vs. The Kingpin u kojoj kidnapuje Mari Džejn Votson.[54]
- Venom se pojavljuje kao jedan od glavnih likova u
- Venom se pojavljuje kao poslednji glavni lik u Spider-Man.
- Venom Simbiot se pojavljuje kao kostim za otključavanje u
- Venom se pojavljuje kao zlikovac u mobilnoj verziji igre 2014 .
- Venom se pojavljuje kao lik koji se može igrati u Disney Infinity: Marvel Super Heroes u Spajdermenovom setu likova.
- Venom je igran lik u
- Mek Gargan, Edi Brok i Fleš Tompson inkarnacije Venoma su igrani likovi u
- Edi Brokova inkarnacija Venoma se pojavljuje kao igran lik u Marvel Avengers Academy, kome je dao glas Brajan Stival.[55]
- Venom se pojavljuje kao lik koji se može igrati putem sadržaja za učitavanje u

## Spoljašnje veze
- History of the alien costume on Marvel.com
- List of Venom Comics at TheVenomSite.com
- "Venom (Angelo Fortunate; Spider-Man foe)". The Appendix to the Handbook of the Marvel Universe
- Venom 22 najveći zlikovac svih vremena
- Venom at Comic Vine
- Venom at Spider-Man Wiki
- Venom at Villains Wiki
- Venom (Eddie Brock)[мртва веза] at the Comic Book DB
- Venom on Marvel Database, a Marvel Comics